# Observatoire astronomique national de Colombie
L'Observatoire astronomique national de Colombie, ou OAN est le premier observatoire astronomique construit en Amérique. Son édification se termina le 20 août 1803 à Bogota, près de la Casa de Nariño. Il fut déclaré monument national de Colombie par le décret 1584 du 11 août 1975. 
Le bâtiment actuel, plus moderne, se trouve à la Faculté de Sciences de l'université nationale de Colombie.

## Histoire
La création de l'Observatoire astronomique national est initiée par le naturaliste José Celestino Bruno Mutis y Bosio, constituant le premier observatoire astronomique construit sur le continent américain. Les travaux de construction de l'édifice dans le jardin de la Expédition Botanique de la Nouvelle-Grenade (es) ont débuté le 24 mai 1802 sous la direction de l'architecte capucin Domingo de Petrés (es). L'ouvrage est achevé le 20 août 1803. Mutis en nomme Francisco José de Caldas responsable. Celui-ci commence à réaliser des observations astronomiques et météorologiques à partir de décembre 1805.
Caldas permit aux conspirateurs créoles contre le régime espagnol Antonio Nariño, Camilo Torres Tenorio, José Acevedo y Gómez, Antonio Baraya de se réunir dans les salons de l'Observatoire. Les troubles politiques survenus peu après le 20 juillet 1810, obligent Caldas à se détourner de ses travaux scientifiques. De nombreux ingénieurs militaires, avec le grade de capitaine, se décident à établir des cartes puis à fabriquer des armes pour l'armée. En décembre 1814, Simón Bolívar prend ses quartiers à Bogota, laissant ses troupes occuper l'observatoire y compris prendre Benedicto Domíngez en otage, que Caldas chargea alors de l'entretien. 

### Après l'indépendance
Après l'exécution de Caldas sur ordre de Pablo Morillo durant la reconquête espagnole des Provinces-Unies de Nouvelle-Grenade, l'activité scientifique de l'observatoire devient nulle. Cet abandon dura jusqu'en 1823, avec l'arrivée dans le pays de la Mission Boussingault, composée de cinq jeunes scientifiques étrangers, à l'initiative de Simón Bolívar qui avait demandé une aide étrangère pour inciter au développement des sciences naturelles dans la nouvelle république. Le chimiste français Jean-Baptiste Boussingault réalise des observations météorologiques. L'apathie de la classe politique laisse la mission se dissoudre au terme de quelques années, en 1827, abandonnant la charge de l'observatoire à l'écrivain et médecin Benito Osorio qui réalise des observations météorologiques durant un an. Dans les années 1930 la responsabilité incombe successivement à Benedicto Domínguez, qui publia divers almanach astronomiques, à Joaquín Acosta (es), qui réalisa des mesures météorologiques, et à Francisco Javier Matiz.
En 1848 il devient une partie du Collège militaire (es), institution créée un an auparavant par Tomás Cipriano de Mosquera pour former des ingénieurs civils et militaires. L'observatoire est utilisé comme amphithéâtre par les classes d'ingénieurs. En 1854 apparaît le groupe militaire de Melo avec lequel le Collège militaire interrompt ses travaux. L'observatoire reste à l'abandon. Le gouvernement loue ses installations pour des usages particuliers, jusqu'à abriter un marchand de glaces. 
En 1859, le bâtiment retrouve sa fonction d'observatoire avec la nomination au poste de directeur de l'ingénieur militaire José Camilo Borda. En février 1862, Il est occupé par l'armée de Leonardo Canal (es), para servir de fortaleza a un cuerpo de tiradores que sostuvo un tiroteo contra⇔servant de forteresse à un corps de tirailleurs qui échangent une fusillade avec l'Église Saint-Augustin. En 1866, l'ingénieur militaire Indalecio Liévano est nommé directeur. Il réalise des observations d'occultation d'étoile et de planètes par la  Lune, calcule des éphémérides et fait des observations météorologiques. 
Le 26 mai 1867, il se voit à nouveau converti  en prison-forteresse abritant comme prisonnier l'ancien Président destitué Tomás Cipriano de Mosquera jusqu'au 22 novembre, quand il fut chassé en exil au Pérou. La même année, Santos Acosta crée l'Université nationale de Colombie. En février de l'année suivante le docteur Manuel Ancízar (es), en sa qualité de recteur, nomme José María González Benito (es) directeur de l'institution. Celui-ci enseigne la météorologie, l'astronomie, la paléontologie et la géologie. Ils se distingue par ses observations d'étoiles filantes. 
En 1882 paraît le premier numéro des « Anales del Observatorio Astronómico Nacional de Bogotá », destiné à publier les travaux de l'établissement, qui ne comporte que six pages. En 1891 son directeur est Julio Garavito Armero, qui a réalisé de nombreuses études théoriques et observations astronomiques et météorologiques. Il se distingue par ses travaux sur le calcul de probabilités, l'optique mathématique et le mouvement de la Lune et comme un opposant à théorie de la relativité et aux mathématiques de Lobatchevski. Sous sa direction, l'observatoire gozó sin embargo de cierta actividad científica e investigativa, lográndose obtener resultados interesantes pese a la escsez y a la antigüedad de sus equipos⇔est le théâtre d'une certaine activité scientifique et de recherche, réussissant à obtenir des résultats intéressants compte tenu des excès passés et de l'ancienneté de ses équipements.
Les activités de l'observatoire sont affectées de différentes façons par les guerres civiles à la fin du XIXe siècle et au début du XXe, qui paralysent les activités de plusieurs facultés de l'université nationale.

### XXesiècle
En 1902, Garavito et d'autres intellectuels réorganisent la Faculté d'Ingénierie, utilisant l'observatoire comme amphithéâtre. Après la mort de Garavito en 1920 l'observatoire astronomique rentre dans une période d'inactivité totale. Le président d'alors, Marco Fidel Suárez, décide de confier l'observatoire à des scientifiques étrangers, ce à quoi la Sociedad Colombiana de Ingenieros (es) s'oppose. Le bâtiment finit par tomber en ruine et les instruments et les livres qui demeurèrent après la mort de Garavito disparurent ou se dégradèrent. Bien qu'en 1921 le gouvernement nomme Simón Sarasola, un météorologue de l'observatoire de Santiago de Cuba, seul celui-ci se consacre aux éminentes fonctions météorologiques, fondant l'Observatorio Meteorológico Nacional.
Avec l'élection de Enrique Olaya Herrera à la présidence, le décret 1806 de 1930 est promulgué, qui réorganise l'observatoire et en nomme directeur l'ingénieur Jorge Álvarez Lleras, un des disciples de Garavito. Álvarez Lleras fonde l'Académie colombienne de Sciences Exactes, Physico-chimiques et Naturelles et crée la revue de ce même organisme. Dans les premiers numéros de cette revue sont publiés de nombreux travaux de Garavito, jusqu'alors inédits. 
Par la loi 65 de 1936, l'observatoire astronomique est incorporé à l'Université nationale de Colombie.

### À l'Université Nationale
Du fait de sa santé précaire, Álvarez Lleras presente sa démission en 1949. Il est remplacé par Belisario Ruiz Wilches (es), sous la direction duquel un nouvel observatoire est construit au sein de la cité universitaire (es) en 1952. Pour ce nouvel observatoire, on acquiert un télescope réfracteur apochromatique de 4 éléments de 20 cm d'ouverture et 3 mètres de distance focale, qui avait été utilisé à l'observatoire de Marseille, en France.

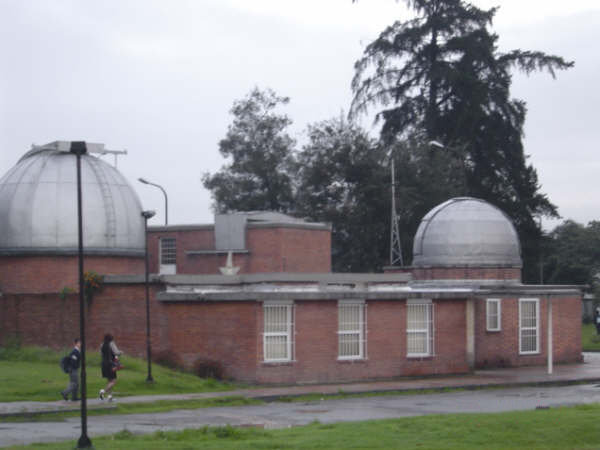
Site actuel de l'observatoire astronomique national, dans la cité universitaire, Bogotá.

Ruiz Wilches est remplacé par l'ingénieur Jorge Arias de Greiff (es), qui fut directeur de l'observatoire jusqu'en 1998, sauf entre 1974 et 1980, où la direction fut assumée par l'ingénieur Eduardo Brieva Bustillo. Puis la direction passa ensuite entre les mains des professeurs Benjamín Calvo Mozo, Mario Armando Higuera Garzón et William E. Cepeda. La direction actuelle est assurée par le professeur Juan Manuel Tejeiro. 
En 1969, avec la création du Plan quinquennal de développement de l'université, une étude fut initiée pour l'installation d'un observatoire astronomique moderne sur un site éloigné, moyennant un prêt de la banque interaméricaine de développement. La volonté de l'organisme de privilégier les projets avec bénéfices à court terme mis fin à l'initiative. En 1979 apparut la possibilité de relancer l'initiative, mais cette fois par l'intermédiaire d'un échange commercial avec la République démocratique allemande. Sous la présidence de Virgilio Barco Vargas, le projet qui se trouvait dans un état avancé est annulé.
Actuellement, l'observatoire est un département affilié à la Faculté de Sciences, sur le site de Bogotá de l'Université nationale de Colombie. Il réalise des travaux de recherche et d'enseignement. Il délivre la maîtrise d'astronomie, l'unique diplôme supérieur d'astronomie du pays.